# Тегетхоф (линеен кораб, 1912)
Тегетхоф (на немски: SMS Tegetthoff) е австро-унгарски линеен кораб от времето на Първата световна война. Главен кораб на едноименния проект. Създаден е за противодействие на италианските линкори в Адриатика.

## Названието на кораба
Кръстен е в чест на адмирал Вилхелм фон Тегетхоф (немско изписване – Тегеттхофф, Wilhelm von Tegetthoff), австрийски адмирал от XIX век, побеждаващ италианския флот в битката при Лиса.

### Други кораби със същото име
- Полярната научноизследователска ветроходно-моторна шхуна „Адмирал Тегетхоф“ (на немски: Admiral Tegetthoff)[1] (построена през 1872 г.). През 1873 г. в хода на експедицията под ръководството на Карл Вайпрехт и Юлиус фон Пайер с този съд е открита Земята на Франц Йосиф. Носът на този остров, който е видян първи, е наречен нос Тегетхоф.
- Казематният броненосец „Тегетхоф“ (построен през 1878 г.). Преименуван на „Марс“ през 1912 г.

## Строителство
На 5 октомври 1908 г. австро-унгарският Военноморски департамент издава проектните спецификации за новия линкор към компанията „Стабилименто Текнико Триестино“ (СТТ) – основният частен доставчик на флота, а през декември същата година е обявен конкурс за най-добър проект. По това време компанията CTT е достатъчно мощно и добре организирано предприятие със собствена инженерно-техническа база. Нейния проектен отдел под ръководството на водещия специалист по военно корабостроене в страната – Вячеслав Зигфрид Попер – обединява най-добрите австрийски инженери-корабостроители.
„Тегетхоф“ е построен на стапелите на Stabilimento Tecnico Triestino в Триест, в рамките на първата и единствена австро-унгарска програма за строителство на дредноути. Корабът е заложен на 24 септември 1910 г., спуснат е на вода на 21 март 1912 г. Въвеждането в строй е на 14 юли 1913 г.

## История на службата
До началото на войната „Тегетхоф“ е включен в състава на 1-ва Морска дивизия на австро-унгарскоия флот.
В самото начало на Първата световна война „Тегетхоф“, заедно с корабите „Вирибус Унитис“ и „Принц Ойген“, е изпратен да окаже поддръжка в прехода към бреговете на Турция на корабите „Гьобен“ и „Бреслау“. След като немските кораби успешно избягват британските кораби, флотът е отзован.
През май 1915 г. „Тегетхоф“, под командването на вицеадмирал Максимилиан Ньегован, участва в бомбардировката на италианския град Анкона.
На 15 декември 1916 г. корабът е посетен от император Карл I.
На 12 декември 1917 г. корабът е посетен от немския кайзер Вилхелм II.
На 9 юни 1918 г., по заповед на новия командващ австрийския флот Миклош Хорти, „Тегетхоф“ и „Сент Ищван“, подсилени от разрушител и шест миноносеца, отплават от Пула. На тях им предстои да осъществят пробив на морската блокада на пролива Отранто в Адриатическо море между италианския Бриндизи и гръцкия Корфу, за да могат немските и австро-унгарските подводни лодки и кораби да могат свободно да преминават през този пролив. Тъй като се подготвя настъпателна операция на сухопътните войски в Италия, с цел да се отблъснат войските на Антантата от полуострова и да се възстанови контрола над австрийските територии, то корабите трябва да нанасят удари по фланга, за да се парализира отбранителната способност на армията на Италия, а подводните лодки да водят борба срещу надводните кораби и съдове на противника.
| „                            | В тази операция трябваше да вземе участие целия флот, тъй като бе съвършено ясно, че след 15 май 1917 г. противникът ще хвърли в боя своите броненосни крайцери макар и за това, за да може да прихване нашите сили при оттеглянето им. Аз считах, че нашият флот ще бъде способен да ги обкръжи и унищожи. | “ |
| От мемуарите на Миклош Хорти | |   |

На 10 юни, около 3:15 ч. през нощта група от два италиански катера – MAS 15 (с командир Армандо Гори) и MAS 21 (с командир Джузепе Аонцо) – под командването на Луиджи Рицо засича Австро-Унгарските кораби, плаващи на юг. Набирайки скорост и преминавайки до миноносците от охраната, в 3:25 ч. MAS 15 изстрелва от дистанция около 800 метра две 450-мм торпеда по „Сент Ищван“, който в 3:30 ч. след попаденията дава крен от 10° по десния борд. Торпедата, пуснати от MAS 21 по „Тегетхоф“, не го уцелват. След атаката италианските катери се оттеглят, пускайки всичките си дълбочинни бомби под форщевена на преследващия ги миноносец №76. Предполагайки, че наоколо може да има подводни лодки, „Тегетхоф“ започва да плава на зигзаг, откривайки безуспешен огън с леката си артилерия. В 4:45 ч. „Тегетхоф“ се опитва да вземе „Сент Ищван“ на буксир, за да го отведе в залива Бругулджи. Но този опит е неуспешен, тъй като независимо от всички предприети действия корабът продължава да потъва. След това последва заповед да се изостави кораба, и няколко минути след 6:00 сутринта „Сент Ищван“ се преобръща и потъва. На 22 юли 1918 г. Луиджи Рицо, за тази си победа, е удостоен със златен медал и рицарския кръст на Военния орден, а след войната катерът MAS 15 е поставен в експозицията на римския „Мусео ди Рисорджименто“, където той се намира и до днес. 10 юни се отбелязва в Италия като Празник на Военноморския флот.
Адмирал Хорти скоро отменя операцията, предполагайки, че тя вече не е тайна за италианците. Всички кораби получават заповед да се върнат в своите бази. Това е последната военна операция за „Тегетхоф“, и той провежда остатъка от своята служба при причала в порта на Пула. След това, според условията на Версайския мирен договор, корабът е предаден на Италия и е преместен във Венеция, където се показва като военен трофей. По ирония на съдбата, корабът с името на адмирала попада в разпореждане на страната, която той навремето е победил.
От 1924 г. до 1925 г. корабът се разкомплектова за скрап в град Ла Специя.

## Наследство
- Оръдията на главния калибър са поставени за всеобщо обозрение в град Бриндизи, около паметника „Маринер“.
- Корабната камбана се съхранява до 1942 г. в италианския град Специя, а по-късно, на 22 ноември 1942 г., е предадена на немския крайцер „Принц Ойген“. През 1973 г. камбаната е официално върната на Австрия, и 23 юли 1973 г. тя е предадена от военното командване на Щирия на морското общество в Грац за съхранение.
- Една от котвите се намира при входа във Военноморския исторически музей във Венеция. Втора котва украсява входа на морското министерство в Рим от страната на Тибър. Третата котва се намира в Monumento al Marinaio d’Italia в Бриндизи.
- Докато корабът се намира в Италия, той е заснет за филма Eroi di nostri mari, който описва потопяването на „Сент Ищван“.
- През 2008 г. за гибелта на „Сент Ищван“ е заснет нов документален филм, на режисьора Мария Магдалена Колер. На немски език филмът се нарича Tod im Morgengrauen – Der Untergang der Szent István, което може да бъде преведено като Смърт на разсъмване – гибелта на „Свети Ищван“.